# Rinorea laurifolia
Rinorea laurifolia là một loài thực vật thuộc họ Violaceae. Đây là loài đặc hữu của Colombia.